# 卡索塔鎮區 (明尼蘇達州勒蘇爾縣)
卡索塔鎮區（英語：Kasota Township）是位於美國明尼蘇達州勒蘇爾縣的一個行政鎮區。

## 地方資料
卡索塔鎮區的面積為101.52平方千米，當中陸地面積為97.44平方千米，而水域面積為4.08平方千米。根據2020年美國人口普查的數據，當地共有人口1573人，而人口密度為每平方千米15.49人。